# Gray Fox
Gray Fox, il cui vero nome è Frank Jaeger, è un personaggio della serie di videogiochi Metal Gear. Nel primo Metal Gear pubblicato per MSX e NES, l'obiettivo iniziale del giocatore era trarre in salvo Gray Fox da Outer Heaven. In Metal Gear 2: Solid Snake, Fox diventa l'antagonista principale di Snake, comandando un'armata di mercenari di Zanzibar Land e diventando il pilota del nuovo Metal Gear chiamato Metal Gear D. Tuttavia, è molto conosciuto poiché rappresentato in Metal Gear Solid come un esperimento genetico di "Cyborg Ninja".
Nella versione giapponese è stato doppiato da Kaneto Shiozawa (1954-2000) all'epoca quarantaquattrenne, nella versione inglese Greg Eagles (con lo pseudonimo di George Byrd) e da Rob Paulsen, in Metal Gear Solid: The Twin Snakes. Nella versione italiana il doppiaggio è affidato a Massimo Marinoni.

## Storia
Negli anni sessanta, in Mozambico, Frank Jaeger è un bambino soldato che combatte tra le file dei FRELIMO. Approfittando del proprio aspetto di bambino innocente, Frank uccide senza pietà molti soldati nemici, e dalla crudeltà dimostrata deriva il suo soprannome, Hunter (cacciatore), che si è trasformato in Jaeger a causa del suo tedesco imbastardito.
Nel videogioco non canonico Metal Gear Solid: Portable Ops viene raccontato che nel 1966 Jaeger viene preso in custodia da Big Boss, il quale si era unito alla guerra d'indipendenza del Mozambico, ma i Filosofi lo rapiscono per usarlo come cavia negli esperimenti del soldato perfetto: dopo ogni missione, Jaeger viene rinchiuso in un serbatoio di coltura per annullargli la memoria e privarlo delle emozioni.
Nel 1970, Jaeger, arruolato nell'unità FOX di Gene con il nome in codice "Null", prende parte agli avvenimenti della penisola sudamericana di San Hieronymo: dopo un primo scontro con Big Boss, quest'ultimo gli salva la vita per la seconda volta distruggendo il suo serbatoio di coltura. Questa parte della sua vita non è confermata nella timeline ufficiale della saga, per via di molte incongruenze. 
Successivamente, in Rhodesia (l'attuale Zambia e Zimbabwe), Jaeger adotta una ragazza dopo averne ucciso i genitori e la chiama Naomi, prendendosi cura di lei come se fosse il suo fratello maggiore.
Durante i Giochi olimpici invernali del 1988 svoltisi a Calgary (Canada), Frank s'innamora di una campionessa ceca di pattini, Gustava Heffner, alla quale però viene negato il diritto di espatriare insieme a lui. A causa di questo incidente, Frank inizia a sentire un forte risentimento verso gli uomini di politica.
Negli anni novanta, grazie alle sue straordinarie qualità di soldato, Frank diventa un membro dell'unità FOXHOUND, fondata da Big Boss, e assume il nome in codice "Gray Fox". Frank è l'ultimo membro della FOXHOUND ad aver ottenuto il nome in codice "Fox" (volpe), la commemorazione che veniva data al miglior membro dell'unità.
Nel 1995, Big Boss invia Fox in missione per ottenere informazioni su un'arma segretamente sviluppata nello Stato di Outer Heaven, ma pochi giorni dopo, Fox viene catturato dalle truppe nemiche. Tuttavia riesce a trasmettere un ultimo messaggio al quartier generale, contenente solamente le parole "Metal Gear". Fox viene salvato nel corso dell'Operazione Intrusione N313 da una nuova recluta tra i membri della FOXHOUND, Solid Snake, al quale comunica tutto ciò che conosce sul Metal Gear. Dopo la caduta di Outer Heaven, Fox diserta l'unità FOXHOUND e scompare, seguendo Big Boss.
Nel 1999, durante l'Operazione Intrusione F104, Fox trasmette messaggi anonimi, indirizzati a Snake, aiutandolo a superare gli ostacoli e le trappole di Zanzibar Land. I due si rincontrano quando Fox, alla guida del Metal Gear D, per ordine del Dr. Madnar distrugge il ponte che conduce al campo d'internamento, il luogo dove veniva tenuto prigioniero il Dr. Marv, impedendo a Snake di proseguire oltre. Così facendo, però, Fox causa la morte della sua amata, Gustava, che in quel momento stava attraversando il ponte. Dopo aver recuperato la cassetta MSX contenenti i piani dell'OILIX, Snake riesce a distruggere il Metal Gear D e affronta Fox a mani nude in un campo minato. Snake riesce a uccidere Gray Fox facendolo finire sopra una mina, dopodiché fugge, lasciandosi alle spalle il suo avversario.

### Cyborg Ninja

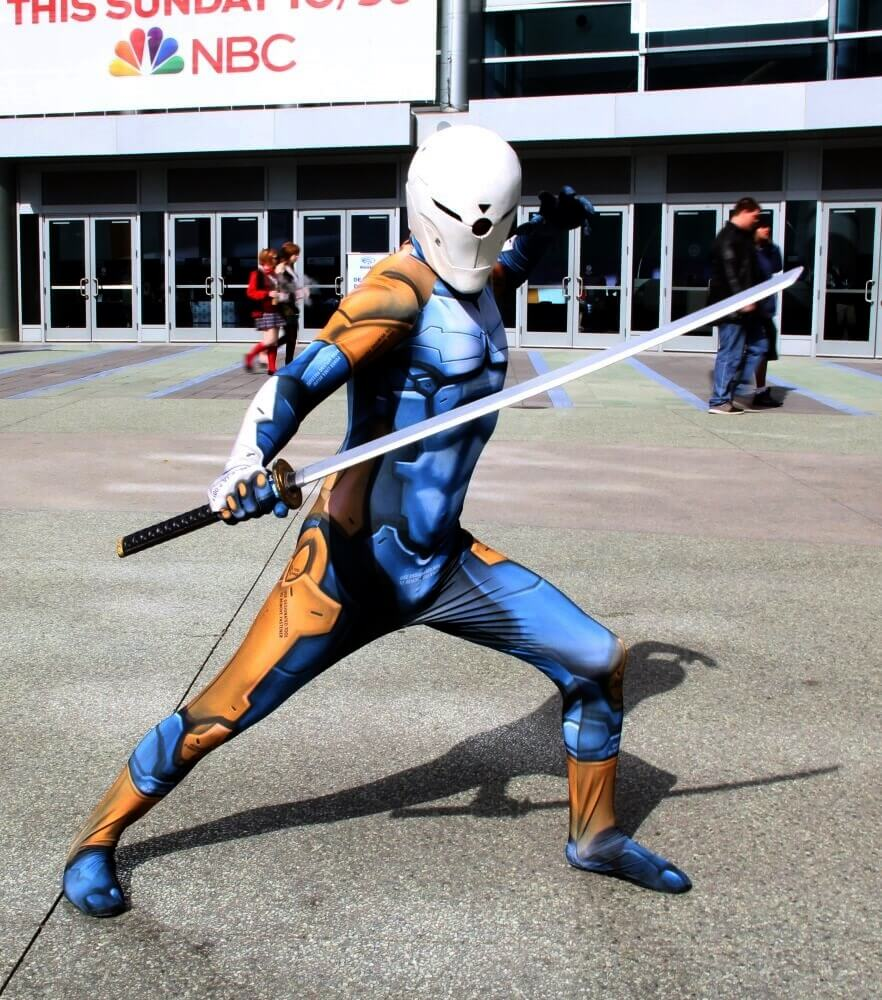
Cosplayer di Gray Fox in versione cyborg

Dopo la presunta morte di Big Boss e la caduta di Zanzibar Land, il corpo di Fox viene recuperato di nascosto dai Patriots e preso in custodia dall'allora capo medico della FOXHOUND, la dottoressa Clark, che, dopo averlo rianimato, lo usa come cavia per il progetto di terapia sui geni, facendogli assumere droghe che gli alterano la mente. Per migliorare la sua mobilità, gli impianta un esoscheletro sperimentale, simile a un completo ninja, direttamente nel corpo, il quale gli consente di aumentare la sua agilità e la sua forza e di compensare gli arti mancanti. La sorella adottiva di Fox, Naomi Hunter, entra a far parte della FOXHOUND come assistente della dottoressa Clark. Naomi aiuta Fox a fuggire e dichiara che la morte della dottoressa Clark, avvenuta per mano di Gray Fox, è stata un incidente di laboratorio.
Nel corso del 2005, durante l'incidente di Shadow Moses, Fox, dotato di un esoscheletro rinforzato, una mimetica ottica e una lama ad alta frequenza, s'infiltra all'interno dell'isola in cerca di Solid Snake, verso cui nutre un profondo rancore, quest'ultimo chiamato a neutralizzare la nuova unità corrotta FOXHOUND, guidata da Liquid Snake. Fox aiuta di nascosto Snake fornendogli consigli via Codec, facendosi chiamare "Gola Profonda". Durante il duello tra Snake e Revolver Ocelot, Gray Fox irrompe all'improvviso e amputa la mano destra di Ocelot. Successivamente, dopo aver eliminato un folto gruppo di soldati genetici, Fox incontra ancora una volta Snake all'interno del laboratorio di Hal Emmerich, e gli chiede di combattere fino alla morte. Prima che si raggiunga la fine dello scontro, Fox grida dal dolore (presumibilmente a causa di un feedback proveniente dall'esoscheletro sperimentale) e fugge dal laboratorio. All'inizio dello scontro, Snake non riesce a riconoscere il Ninja, ma al termine del combattimento corpo a corpo, comprende la vera l'identità di Fox. Durante lo scontro con il Metal Gear REX, Fox arriva in aiuto di Snake attaccando il radome del REX. Mentre Liquid, con il sensore del REX danneggiato, tenta di localizzare Solid Snake e Gray Fox, quest'ultimo rivela a Snake che, molti anni prima, era stato lui ad assassinare i genitori di Naomi. Tuttavia non riuscì ad uccidere la figlia, che allora era troppo giovane per ricordare l'incidente, e chiede a Snake di raccontarle la verità:
In quel momento Liquid riesce a individuare i due, perciò Fox esce dal nascondiglio per attaccare di nuovo il Metal Gear REX, e riesce finalmente a distruggerne il radar, obbligando Liquid ad aprire la cabina e rendendolo quindi più vulnerabile. Tuttavia, durante questo secondo assalto, Fox perde il braccio sinistro, tagliato dal laser del REX, e viene bloccato contro il muro, prima di essere lasciato cadere sul pavimento dell'hangar. Liquid cerca di uccidere Fox schiacciandolo sotto una delle massicce gambe del Metal Gear, tuttavia l'esoscheletro di Fox resiste al primo colpo. Al secondo tentativo, però, Gray Fox muore. Le sue ultime parole, dirette verso Snake, sono le seguenti:
Queste parole hanno un significato profondo per Solid Snake, che le tramanda a Raiden, durante la missione della Big Shell.
Dopo la fuga da Shadow Moses, Snake contatta Naomi. Le racconta dell'ultimo messaggio di Frank per lei, ovvero che l'ha sempre amata, ma preferisce nascondere la confessione finale di Fox riguardo ai suoi genitori.